# 忻貴妃

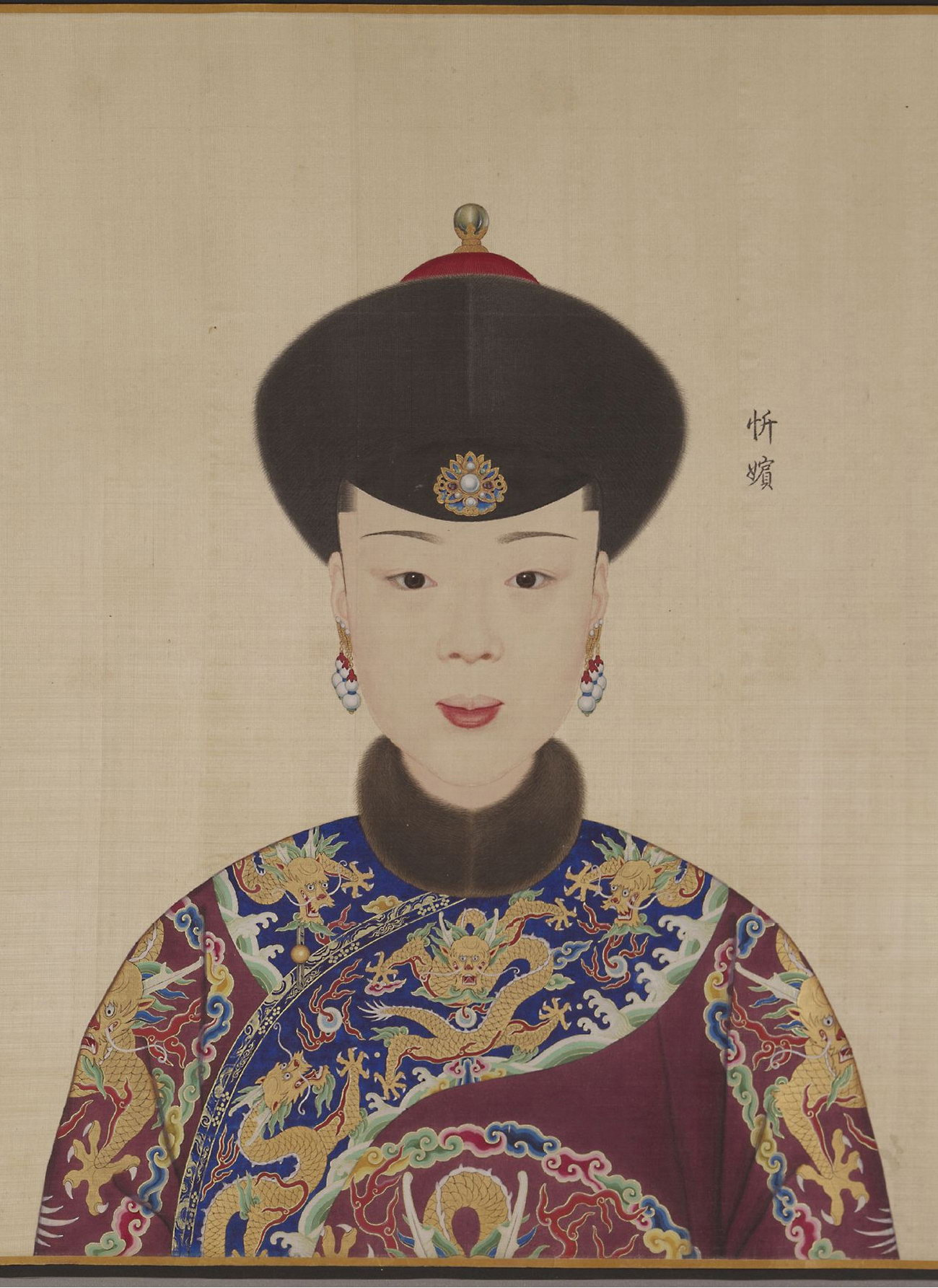
忻貴妃画像

忻貴妃（18世纪—1764年），戴佳氏，滿洲鑲黄旗人。河道總督那蘇圖之女，長史道禪之孫女。康熙帝成妃的堂曾侄孫女，乾隆帝之貴妃。

## 生平
生年不詳，生辰則為五月二十九日。
乾隆十八年七月二十日，詔封戴佳氏為嬪，原居翊坤宮（後改居鐘粹宮）。乾隆十九年閏四月十一日，行忻嫔册封礼。乾隆二十年七月十七日，生皇六女 (四岁早薨）。乾隆二十二年十二月初七日，生皇八女 (十岁早薨）。乾隆二十八年八月二十八日，與豫嫔一同被詔封为妃，稱為忻妃。相關部門擬定於乾隆二十九年七月初四日舉行豫妃和忻妃的冊封禮。
乾隆二十八年十二月二十五日遇喜，在生活待遇上增加了份额。乾隆二十九年二月初，先后派出二位守月姥姥守候在旁，未料忻妃戴佳氏在四月二十八日突然去世。戴佳氏初祭那天，按照惯例是由皇帝指定的官员主持参加。不过乾隆帝还是亲临致祭，为其奠酒，並辍朝五日。
戴佳氏生前被已詔封為妃，但遺下的朝冠卻是她尚為嬪位時的朝冠。根據檔案記載，忻貴妃熏貂皮朝冠一頂，隨東珠十一顆，重二錢八分；重一錢䂺子一塊。最上面的頂珠為䂺子一塊，僅為嬪位的標準，而妃位的標準應為貓睛石。儘管她生前甚至來不及行忻妃冊封禮，但她到了乾隆二十九年四月去世時，卻連符合妃位的朝冠也沒有。

## 喪葬禮儀
戴佳氏奉旨晋封為忻妃的金册金宝俱已敬谨造成，惟尚未接受，理應于金棺前陈设直至大上坟礼致祭日，将金册和金宝照例交广储司熔化。绢册和绢宝亦于是日同楮锭焚化。此外，金册和金宝已镌字，毋庸更改，绢册和绢宝应添写贵妃字样。此例成为后世与之情况类似的妃嫔丧仪的前例。
忻贵妃金棺初停灵於静安庄殯宮。乾隆三十年二月二十二日，奉移至时称孝贤皇后陵寝的皇妃衙门 (即日後的裕陵妃園寢)，同时奉移的还有慎嫔拜爾噶斯氏和福贵人的金棺。云骑尉保佑在奉移忻貴妃金棺到裕陵妃园寝时，并沒有前往管押抬扛。刑部照律例杖責他一百大板，並且強迫他戴着枷鎖在监狱外示众两个月，满日才鞭责发落。
在乾隆朝，凡是身后增加恩荣的都是有实际名分的。例如，忻妃获得贵妃丧仪后，裕陵牌位即写为“忻贵妃”，而不是“忻妃”。敬事房呈览戴佳氏的遺物時，亦稱其為忻貴妃。由此可見，戴佳氏相當于被追封為忻貴妃。因此，《昌瑞山万年统志》和《清皇室四谱》等清宫档案都称其为忻贵妃。

## 軼事
忻貴妃薨逝後，寧夏將軍達色曾上了一道滿文奏摺「奏以欣贵妃回家谢恩折」，欣贵妃「回去」的日期和玉牒里忻贵妃戴佳氏薨逝的时间是同一天。由此推論，「回家」即為隐晦的「去世」意思。

## 家族
忻貴妃家族世居杭佳地方，國初來歸。忻貴妃之曾祖父噶祿為康熙帝 成妃之叔伯父，即忻貴妃為成妃之堂曾侄孫女。
忻貴妃家族譜系如下：
- 曾祖父：噶祿，二等輕車都尉，曾任內務府總管、佐領等職，娶佟佳氏為妻。
- 祖父：道禪，曾任長史。
- 父親：那蘇圖，襲雲騎尉世職，曾任兵部尚書、黑龍江將軍、兩江總督、領侍衛內大臣等職，娶康熙帝敬敏皇貴妃之侄孫女章佳氏為妻。乾隆十四年去世。
- 兄弟：一名不詳，娶和碩安和親王岳樂第十八子已革勤郡王蘊端之女縣君；一名阿玉錫，娶廢太子允礽之孫奉恩輔國公永璥之女。
- 姐妹：至少四人，一為鈕祜祿氏內閣中書福隆阿之妻，生於康熙四十六年九月二十二日，卒於雍正七年四月初七日[7]；一為尤氏江蘇布政使安宁之妻；一為富察氏巡撫明興之妻；一為完顏氏侍郎期成額之繼妻。

## 影视作品
- 電視劇

| 年份 | 劇名   | 演員   | 剧中姓名  | 劇中稱謂 | 註解                                 |
| 2018 | 如懿傳 | 张佳宁 | 巴林·湄若 | 穎妃     | 劇中把穎貴妃巴林氏與忻貴妃結合為一人 |